# Achaleke Christian Leke
Achaleke Christian Leke, né le 12 avril 1990 à Kumba, est un militant camerounais, qui milite pour la consolidation de la paix et le développement et est élu Jeune personne de l'année 2016 du Commonwealth. Né et élevé dans une ville affectée par la crise anglophone au Cameroun, Achaleke Christian Leke commence à faire campagne contre la violence et la criminalité dans sa communauté en 2007, à l'âge de 17 ans. Depuis lors, ses activités dans diverses zones vulnérables conduisent des partenariats avec les Nations unies, la Banque mondiale et le Commonwealth africain, et lui valent une longue liste de récompenses, y compris d'être nommé le jeune Camerounais le plus influent en 2016, et d'apparaître sur la liste des Nations unies des 10 dirigeants qui peuvent vous inspirer à changer le monde en 2020. 
Achaleke Christian Leke est directeur exécutif de Local Youth Corner Cameroon, une ONG camerounaise. En outre, en 2022, il est nommé par la Commission de l'Union africaine ambassadeur de la jeunesse de l'Union africaine pour la paix, représentant l'Afrique centrale,. À partir de 2019, il est membre du conseil d'administration de l'Institut international pour la justice et l'état de droit (IIJ), et membre du comité consultatif des jeunes de l'Institut Dallaire pour les enfants, la paix et la sécurité, depuis 2020.

## Biographie
Né le 12 avril 1990, Achaleke Christian Leke grandit à Kumba, dans la région du Sud-Ouest du Cameroun. Il suit ses études primaires et secondaires au Cameroun et grandit au sein de l'ONG locale Local Youth Corner Cameroon, pour laquelle il commencé à travailler bénévolement en 2007, occupant différents postes jusqu'à en devenir le directeur exécutif. En 2009, il s'inscrit à l'université de Buéa, où il fréquente la faculté d'histoire et obtient une licence en histoire avec une mention en sciences politiques en 2011. Par la suite, il s'inscrit à l'université de Yaoundé I pour obtenir un diplôme de troisième cycle en relations internationales, qu'il obtient en 2013. Depuis 2017, Achaleke Christian Leke est également titulaire d'une maîtrise en sécurité et développement de l'université de Birmingham, en tant que boursier Chevening,.

## Carrière
En 2007, il commence à faire du bénévolat pour Local Youth Corner Cameroon, une organisation à but non lucratif qui vise à donner aux jeunes les moyens de prévenir la violence et de promouvoir le développement durable ; il devient directeur exécutif de l'organisation en 2021. En 2021, il est reconnu par le Project Management Institute comme l'un des 50 futurs chefs de projet. Parmi ses activités au sein de l'organisation, en 2018, ils soutiennent une initiative d'école gratuite appelée The Salaam School Initiative, pour soutenir la rééducation des enfants touchés par l'insurrection de Boko Haram dans la région de l'Extrême-Nord. En 2020, pendant la pandémie de Covid-19, ils mettent en œuvre l'initiative Une personne, un désinfectant pour les mains, dans le cadre de laquelle ils ont fabriqué et donné du désinfectant pour les mains aux communautés du Cameroun. Les désinfectants ont été fabriqués conformément à la recette de l'Organisation mondiale de la santé pour les désinfectants pour les mains et les bouteilles ont été distribuées dans les communautés vulnérables par de jeunes bénévoles,,. La même année, Achaleke Christian Leke figure sur la liste de l'ONU des 10 jeunes qui ont mené la réponse à COVID-19 dans leurs communautés.